# 9月16日
9月16日（くがつじゅうろくにち）は、グレゴリオ暦で年始から259日目（閏年では260日目）にあたり、年末まであと106日ある。

## できごと

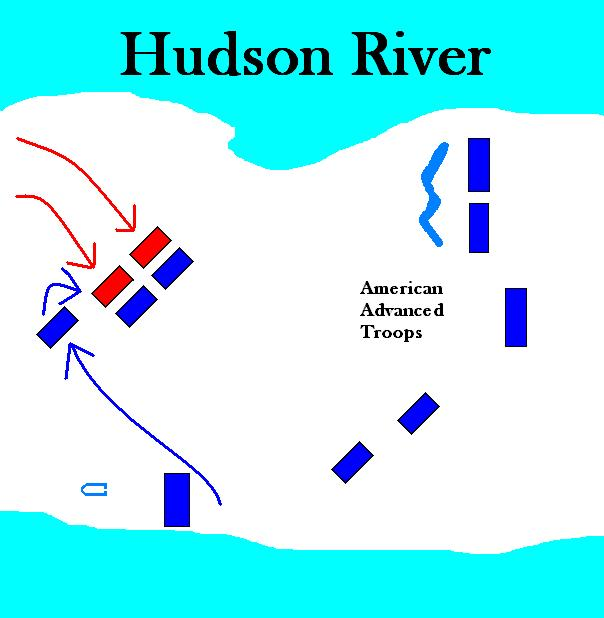
1776年、ハーレムハイツの戦い

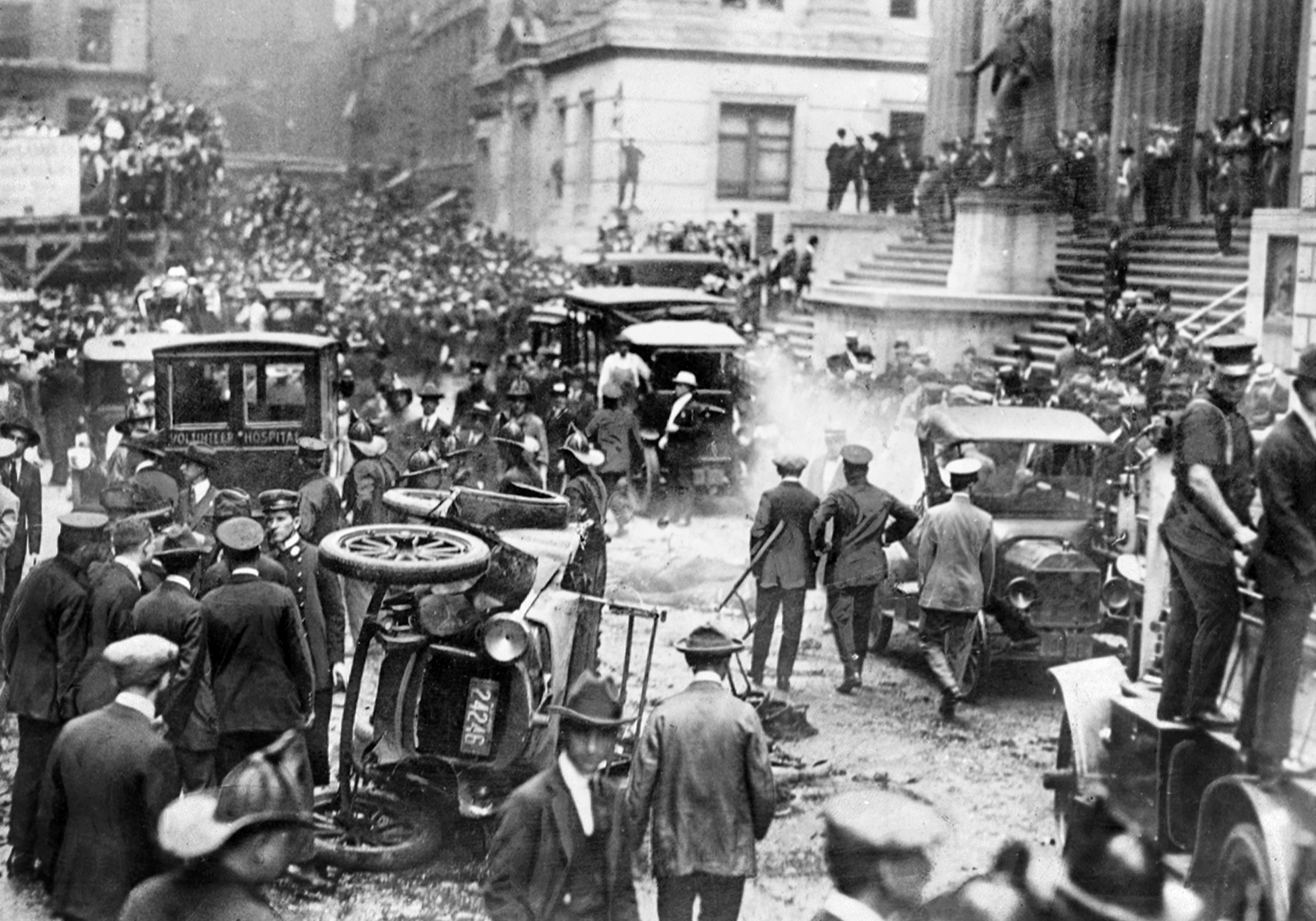
1920年、ウォール街爆破事件

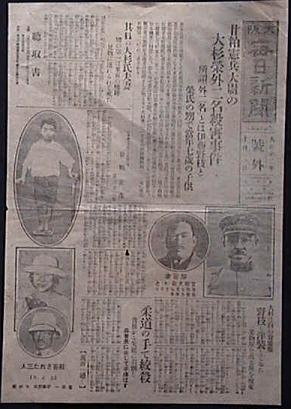
1923年、甘粕事件

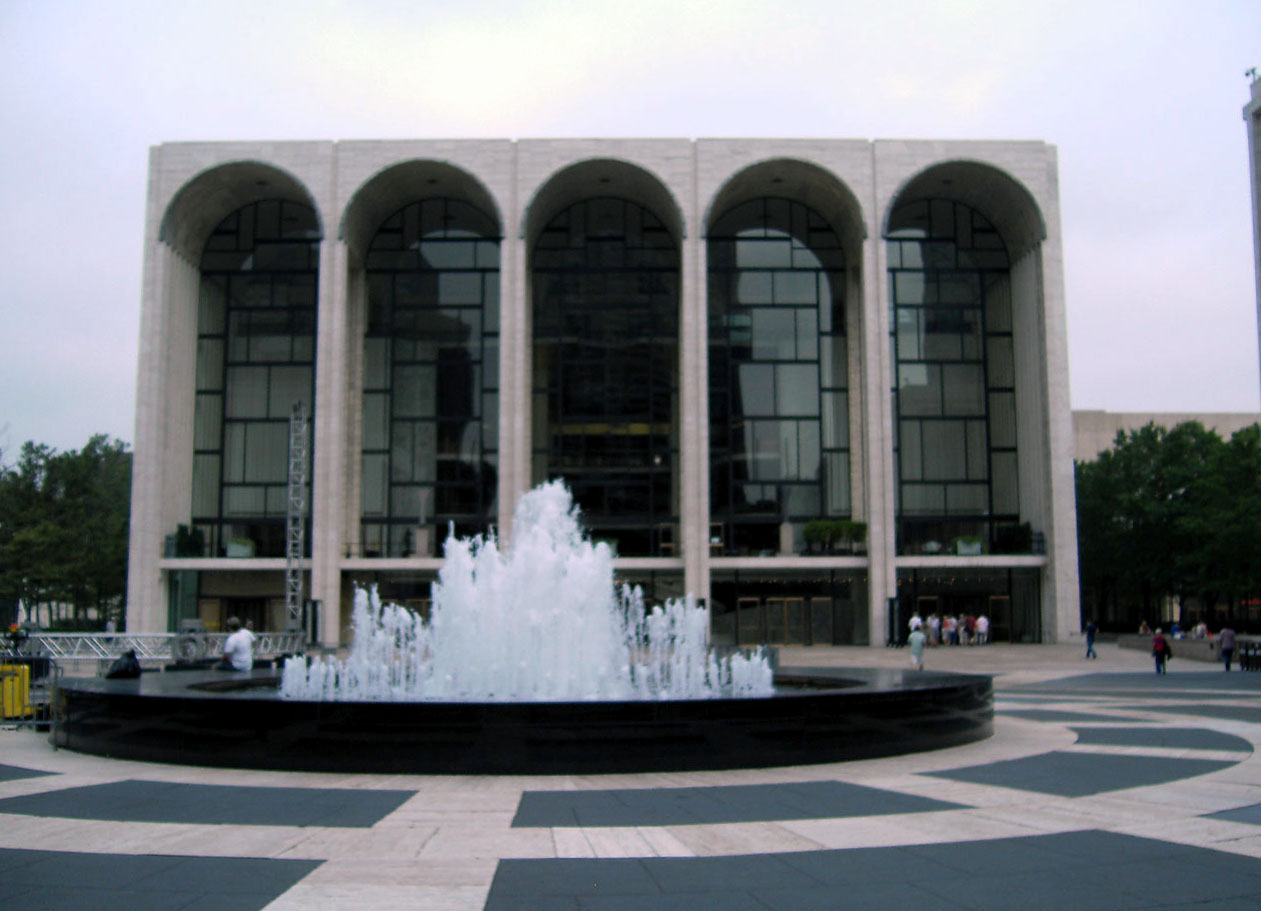
1966年、メトロポリタン歌劇場開場

- 1380年 - フランス王にシャルル6世が即位。
- 1400年 - グリンドゥールの反乱が始まる。
- 1573年（天正元年8月20日） - 一乗谷城の戦い: 朝倉義景が自決し、朝倉氏が滅亡。
- 1620年（ユリウス暦9月6日） - メイフラワー号が北アメリカを目指しイギリスのプリマスを出港。
- 1658年 - ハーデャチ条約（英語版）。
- 1701年 - イングランド王ジェームズ2世が死去。ジャコバイトではジェームズ・フランシス・エドワード・ステュアートが指導者になる。
- 1776年 - アメリカ独立戦争: ハーレムハイツの戦い。
- 1779年 - アメリカ独立戦争: サバンナ包囲戦。
- 1810年 - メキシコ独立革命: ドロレスの叫び。ミゲル・イダルゴ神父による演説の後、農民・原住民らが決起。
- 1824年 - シャルル10世がフランス王に即位。
- 1859年 - デイヴィッド・リヴィングストンがマラウイ湖に到達する。
- 1863年 - 国外で初となるアメリカの教育機関であるロバート・カレッジ（Robert College）がイスタンブールに設立。
- 1877年 - エドワード・S・モースが大森貝塚の1回目の調査を実施。
- 1887年 - 井上円了が哲学館（現在の東洋大学）を開設。
- 1890年 - エルトゥールル号遭難事件発生。和歌山県串本沖でオスマン帝国の軍艦が遭難。
- 1898年 - 関西鉄道の新木津駅 - 木津駅が開業。現在のJR片町線が全通。
- 1908年 - W・デュラントがゼネラルモーターズ（GM）を創業。
- 1910年 - 奈良軌道（後の大阪電気軌道、現在の近畿日本鉄道の前身）設立。
- 1914年 - 第一次世界大戦: プシェムィシル包囲戦が始まる。翌年3月まで続き同戦争での最も長く続いた包囲戦。
- 1920年 - ニューヨークのウォール街でイタリアのアナキストによって馬車に仕掛けられた爆弾が爆発、38名の死者と約400名の負傷者を出し、世界初の車爆弾を用いたテロとなった。(ウォール街爆破事件)
- 1923年 - 甘粕事件: 憲兵大尉甘粕正彦らがアナキストの大杉栄・伊藤野枝らを連行し、東京憲兵隊本部で絞殺。
- 1931年 - オマル・ムフタールの処刑、以後サヌーシー教団によるリビアのイタリア植民地化に対する武力抵抗の終焉へ。
- 1936年 - 東京地下鉄道（浅草 - 新橋）と東京高速鉄道（新橋 - 渋谷）が直通運転を開始（現 東京メトロ銀座線）。
- 1936年 - ル・プルクワ・パ?四世が難破。
- 1939年 - 日ソ間でノモンハン事件の停戦協定が締結される。
- 1940年 - 第二次世界大戦・北アフリカ戦線: イタリアのエジプト侵攻が終了。
- 1941年 - 第二次世界大戦・イラン進駐: イラン皇帝レザー・パフラヴィーが、子のモハンマド・レザー・パフラヴィーに譲位。
- 1941年 - 山陽本線網干駅で列車が追突。65人が死亡[1]。
- 1943年 - 第二次世界大戦: アヴァランチ作戦が連合軍の勝利に終わる。
- 1945年 - 第二次世界大戦: 香港の日本軍の岡田梅吉陸軍少将と藤田類太郎海軍中将が香港総督府でイギリス軍への降伏文書に署名し香港占領が終了。
- 1948年 - 日本で、配給制だったマッチが8年ぶりに自由販売となる。
- 1948年 - アイオン台風が上陸。関東地方と甲信越地方に大きな被害。
- 1950年 - 哨戒フリゲートのロレインが第二次世界大戦中の機雷との接触により沈没。
- 1954年 - 国営競馬を引き継ぎ、日本中央競馬会が発足[2]。
- 1955年 - アルゼンチンで反ペロン派によるクーデターが勃発。フアン・ペロン大統領が失脚。
- 1961年 - 第2室戸台風（台風18号）が近畿地方に上陸。死者行方不明202人。
- 1961年 - 米国国立のハリケーン研究団体が8本のヨウ化銀シリンダーをハリケーン・エスター（Hurricane Esther）に投与したところ風速が10％低下した。
- 1961年 - パキスタン宇宙高層大気研究委員会が設立。陸軍元帥で大統領のアイユーブ・ハーンに国立宇宙機関である宇宙高層大気研究委員会(SUPARCO)の設置を進言したことによって宇宙科学を扱う委員会を設立することが決められたことによる。
- 1963年 - マラヤ連邦とシンガポール・北ボルネオ・サラワクが統合し、マレーシアが建国される。
- 1966年 - ニューヨークのメトロポリタン歌劇場が開場。
- 1971年 - 成田空港問題:第二次代執行が始まり 東峰十字路事件が発生する。
- 1975年 - パプアニューギニアがオーストラリアから独立。
- 1975年 - カーボベルデ、モザンビーク、サントメ・プリンシペが国連に加盟。
- 1975年 - MiG-31が初飛行する。
- 1977年 - 計量行政審議会が、メートル法移行により禁止されていた尺貫法による曲尺・鯨尺の製造販売を許可。
- 1978年 - イランでM7.7のタバス地震。死者2万5千人。
- 1978年 - ムハンマド・ジア＝ウル＝ハクがパキスタン第6代大統領に就任。
- 1979年 - 東独国民8人が自家製の熱気球で西独へ亡命（East German balloon escape）。
- 1980年 - セントビンセント・グレナディーンが国連に加盟。
- 1982年 - サブラ・シャティーラの虐殺: 9月16日から18日にかけてレバノンのパレスチナ難民キャンプで親イスラエル派民兵が難民約2000人から3500人を虐殺[3]。
- 1987年 - モントリオール議定書が採択される[4]。オゾン層破壊物質を全廃へ。
- 1990年 - 中華人民共和国とカザフスタン間の鉄道がドスティクで完成。
- 1992年 - ポンド危機（ブラック・ウェンズデー）。イギリスの通貨ポンドの為替レートが急落。
- 1996年 - 日米地位協定の見直し及び基地の整理縮小に関する沖縄県民投票[5]
- 2003年 - 名古屋立てこもり放火事件が起こる。
- 2004年 - ハリケーン・アイバンがアラバマ州に上陸。
- 2005年 - パオロ・ディ・ラウロ（Paolo Di Lauro）がイタリアのナポリで逮捕。
- 2006年 - 中日ドラゴンズの山本昌が、日本プロ野球史上最年長記録となる41歳1か月（史上73人目）でのノーヒットノーランを達成[6]。
- 2007年 - プーケットでワン・トゥー・ゴー航空269便着陸失敗事故が発生。
- 2007年 - Folding@Homeが分散コンピューティング史上初となる1PFLOPSを達成。
- 2009年 - 鳩山由紀夫が第93代内閣総理大臣に選出され、鳩山内閣が成立[7]。民主党・社民党・国民新党3党の連立政権となる。
- 2011年 - アメリカのオバマ大統領が特許制度関連の改革法案に署名。これにより、同国における特許が「先発明主義」から、先進国が軒並み採用している「先願主義」に転換することとなった[8]。
- 2011年 - 2011年リノ・エアレース墜落事故発生。リノ・エアレースにてP-51改造エアレーサー「ギャロッピング・ゴースト（英語版）」が観客席に墜落する[9]。
- 2013年 - 平成25年台風第18号が上陸、京都府・福井県・滋賀県に特別警報が初めて発表される[10]。
- 2013年 - ワシントン海軍工廠銃撃事件。
- 2014年 - シリア内戦: コバニ包囲戦が開始。
- 2015年 - 9月14日から16日までの3日間に6人が殺害される熊谷連続殺人事件が発生[11]。
- 2015年 - ブルキナファソでクーデター（2015 Burkinabé coup d'état）。
- 2015年 - チリでイヤペル地震発生[12]。
- 2018年 - 安室奈美恵が歌手活動から引退[13]。
- 2018年 - 第45回ベルリンマラソンでエリウド・キプチョゲが世界初の2時間1分台（2時間1分39秒）に突入[14]。
- 2019年 - アメリカでの貸出金利の上昇を受け連邦準備制度がレポ取引を開始。
- 2020年 - 第99代内閣総理大臣に菅義偉が就任。菅新内閣が発足[15]。

## 誕生日

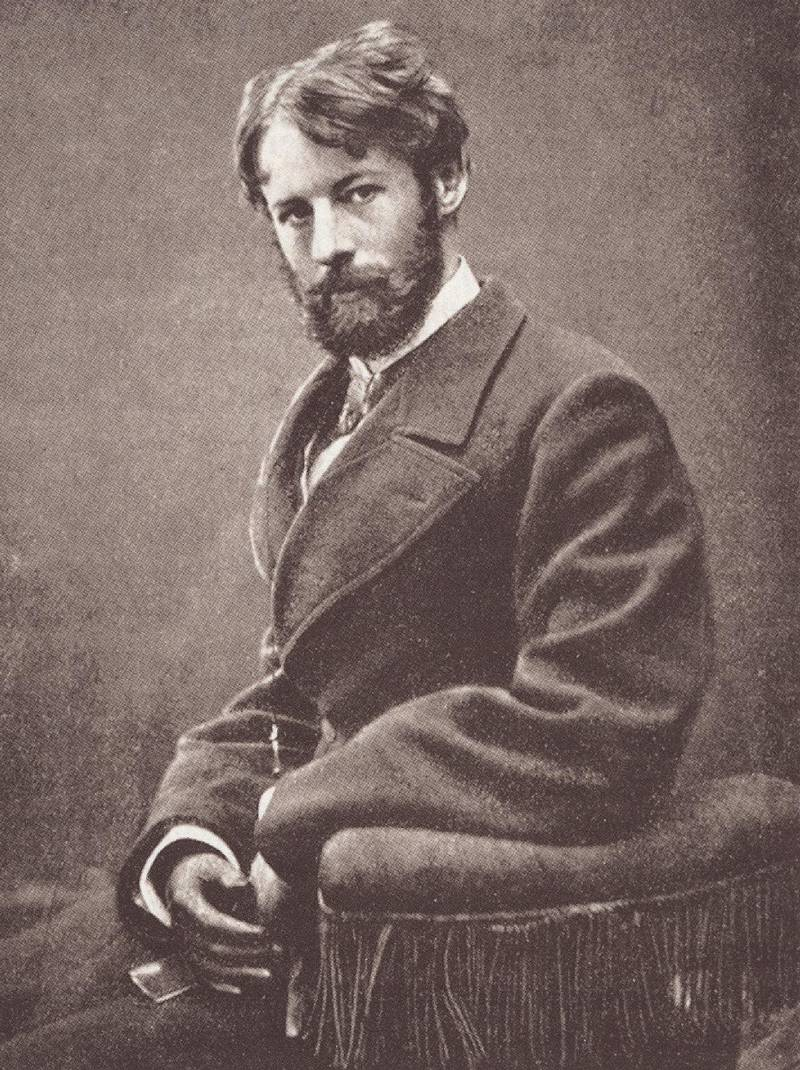
グレーデン男爵(1856-1931)誕生。

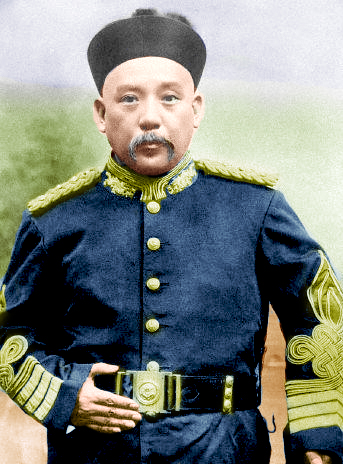
袁世凱(1859-1916)誕生。

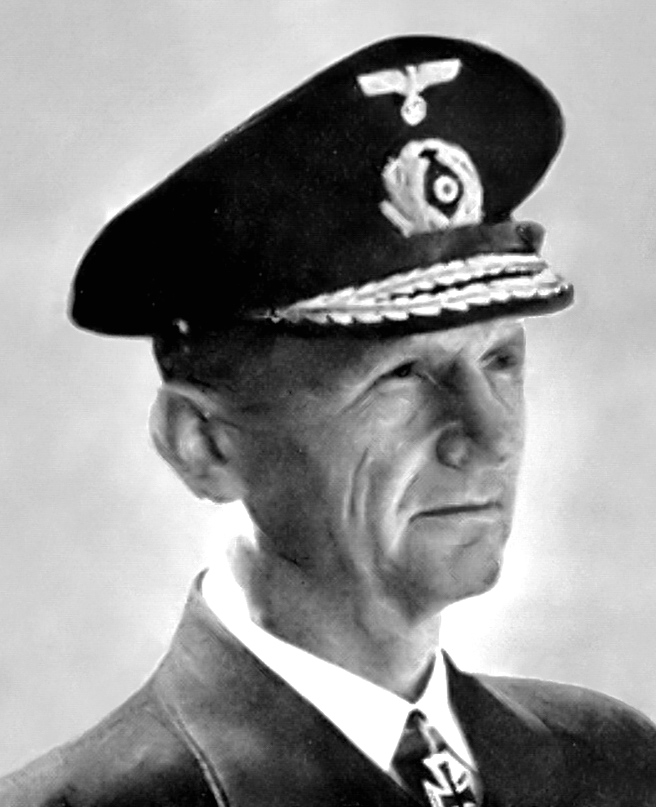
カール・デーニッツ(1891-1980)誕生。

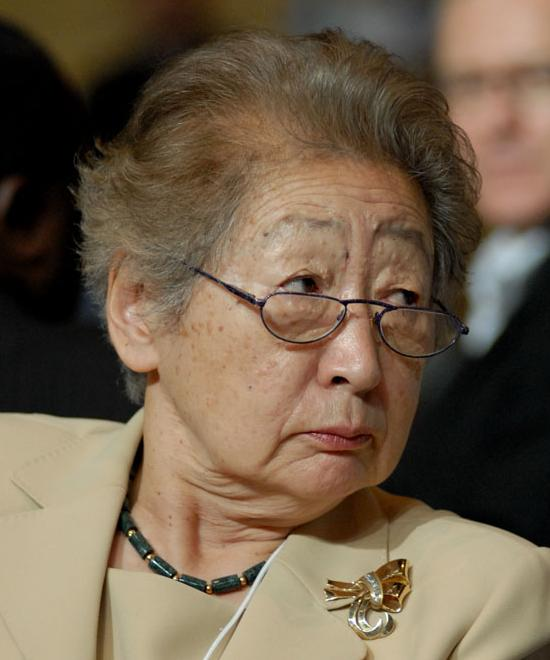
緒方貞子(1927-2019)誕生。

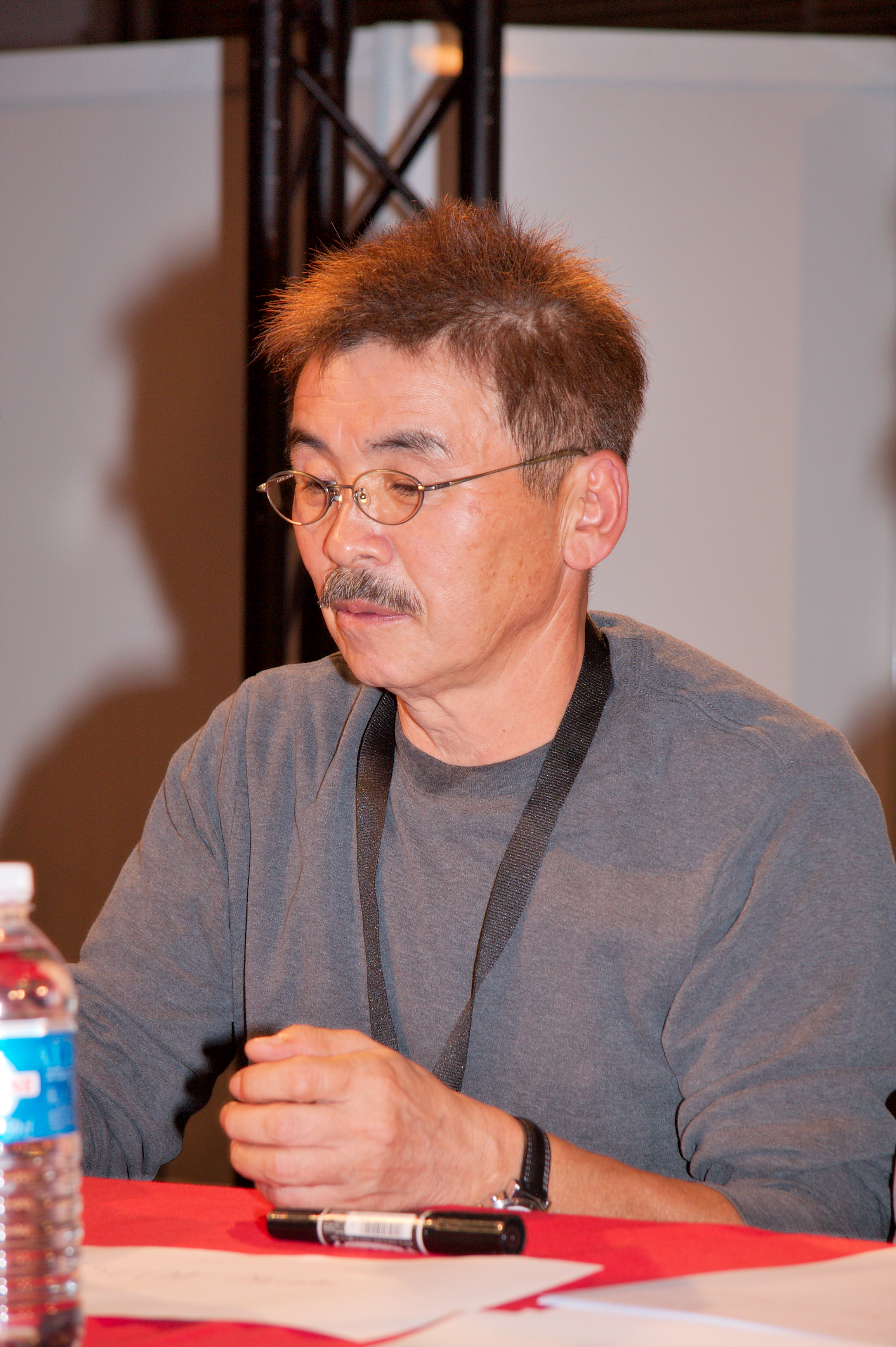
須田正己(1943-2021)誕生。

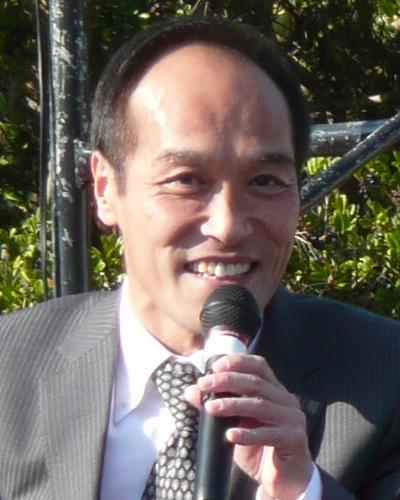
東国原英夫(1957-)誕生。

- 16年 - ユリア・ドルシッラ、ローマ皇帝カリグラの妹（+ 38年）
- 508年（天監7年8月6日） - 元帝、南朝梁の第4代皇帝（+ 555年）
- 1295年 - エリザベス・デ・クレア（Elizabeth de Clare）、貴族（+ 1360年）
- 1462年 - ピエトロ・ポンポナッツィ、哲学者（+ 1525年）
- 1507年（正徳2年8月10日）- 嘉靖帝、第12代明皇帝（+ 1567年）
- 1539年（1541年か） - 初代エセックス伯ウォルター・デヴァルー（+ 1576年）
- 1557年 - ジャック・モーデュイ、作曲家（+ 1627年）
- 1615年 - ハインリヒ・バッハ、作曲家、オルガニスト（+ 1692年）
- 1651年 - エンゲルベルト・ケンペル、医師、博物学者（+ 1716年）
- 1666年 - アントワーヌ・パラン、数学者（+ 1716年）
- 1678年 - ヘンリー・シンジョン、初代ボリングブルック子爵（+ 1751年）
- 1689年（元禄2年8月3日） - 土方豊義、第4代菰野藩主（+ 1719年）
- 1700年（元禄13年8月4日） - 板倉昌信、第2代庭瀬藩主（+ 1730年）
- 1725年 - ニコラ・デマレ（Nicolas Desmarest）、地質学者（+ 1815年）
- 1744年 - ファブリツィオ・ディオニージ・ルッフォ（Fabrizio Ruffo）、政治家、枢機卿（+ 1827年）
- 1745年（ユリウス暦9月5日） - ミハイル・クトゥーゾフ、軍人（+ 1813年）
- 1777年 - ネイサン・メイアー・ロスチャイルド、ロンドン・ロスチャイルド家の祖（+ 1836年）
- 1777年 - オーギュスト・ジャン＝ガブリエル・ド・コランクール、軍人（+ 1812年）
- 1782年（乾隆47年8月10日）- 道光帝、第8代清皇帝（+ 1850年）
- 1795年 - サヴェリオ・メルカダンテ、作曲家（+ 1870年）
- 1797年 - アントニオ・パニッツィ、第6代大英博物館館長（+ 1879年）
- 1800年（寛政12年7月28日） - 鍋島直堯、第9代小城藩主（+ 1873年）
- 1823年 - フランシス・パークマン（Francis Parkman）、歴史家、作家（+ 1893年）
- 1823年（ユリウス暦9月4日） - ミハイロ・オブレノヴィッチ3世、セルビア公（+ 1868年）
- 1827年 - アルベール・ゴードリー、地質学者（+ 1908年）
- 1830年 - パトリック・フランシス・モラン（Patrick Francis Moran）、枢機卿（+ 1911年）
- 1837年 - ペドロ5世、ポルトガル王（+ 1861年）
- 1838年 - ジェームズ・ジェローム・ヒル、グレート・ノーザン鉄道CEO（+ 1916年）
- 1844年 - ポール・タファネル、フルート奏者（+ 1908年）
- 1845年（弘化2年8月15日） - 松平忠愛、第7代島原藩主（+ 1862年）
- 1846年 - アンナ・キングスフォード（Anna Kingsford）、作家（+ 1888年）
- 1853年 - アルブレヒト・コッセル、医学者（+ 1927年）
- 1856年 - ヴィルヘルム・フォン・グレーデン、写真家（+ 1931年）
- 1858年 - アンドルー・ボナー・ロー、政治家、イギリス首相（+ 1923年）
- 1859年（咸豊9年8月20日） - 袁世凱、軍人、初代中華民国大総統（+ 1916年）
- 1870年 - ジョン・ピウス・ボーランド、テニス選手（+ 1958年）
- 1876年 - エルズワース・ハンティントン、地理学者（+ 1947年）
- 1876年 - マービン・ハート、プロボクサー（+ 1931年）
- 1878年 - カール・アルバイカー（Karl Albiker）、彫刻家（+ 1961年）
- 1881年 - 米窪満亮、労働運動家、政治家、作家（+ 1951年）
- 1881年 - クライヴ・ベル（Clive Bell）、哲学者（+ 1964年）
- 1881年 - マッジ・サイアーズ、フィギュアスケート選手（+ 1917年）
- 1884年 - 竹久夢二[16]、画家（+ 1934年）
- 1886年 - ジャン・アルプ、彫刻家、画家、詩人（+ 1966年）
- 1887年 - ナディア・ブーランジェ、音楽教師、指揮者（+ 1979年）
- 1888年 - ウォルター・オーウェン・ベントレー、ベントレーの創業者（+ 1971年）
- 1888年 - フランス・エーミル・シランペー、作家（+ 1964年）
- 1891年 - カール・デーニッツ、軍人（+ 1980年）
- 1891年 - シュテファニー・ツー・ホーエンローエ＝ヴァルデンブルク＝シリングスフュルスト、貴族女性、スパイ（+ 1972年）
- 1893年 - セント＝ジェルジ・アルベルト、生化学者（+ 1986年）
- 1893年 - アレクサンダー・コルダ、映画監督、映画プロデューサー（+ 1956年）
- 1895年 - カロル・ラートハウス、作曲家（+ 1954年）
- 1898年 - H・A・レイ、絵本作家（+ 1977年）
- 1898年 - 河西三省、アナウンサー、実業家（+ 1970年）
- 1899年 - ハンス・スワロフスキー、指揮者、音楽教育家（+ 1975年）
- 1901年 - アンドレ・ブリュネ、フィギュアスケート選手（+ 1993年）
- 1901年 - ウーゴ・フリジェリオ、競歩選手（+ 1968年）
- 1905年 - ウラジミール・ホラン（Vladimír Holan）、詩人（+ 1980年）
- 1906年 - ジャック・チャーチル、軍人（+ 1996年）
- 1910年 - エーリヒ・ケンプカ、アドルフ・ヒトラーの運転手（+ 1975年）
- 1910年 - カール・クリング、レーシングドライバー（+ 2003年）
- 1911年 - ウィルフレッド・バーチェット、ジャーナリスト（+ 1983年）
- 1912年 - 陸完国、医師、政治家（+ 1976年）
- 1913年 - フェリシアン・マルソー（Félicien Marceau）、作家（+ 2012年）
- 1916年 - ロバート・ルウェリン・ブラッドショー（Robert Llewellyn Bradshaw）、初代セントクリストファー・ネイビス首相（+ 1978年）
- 1916年 - 重松通雄、元プロ野球選手（+ 1979年）
- 1916年 - 大友一明、元プロ野球選手（+ 没年不詳）
- 1916年 - フランク・レスリー・ウォルコット（Frank Leslie Walcott）、クリケッター（+ 1999年）
- 1919年 - ローレンス・J・ピーター（Laurence_J._Peter）、学者（+ 1990年）
- 1919年 - アンディ・ラッセル（Andy Russell）、歌手（+ 1992年）
- 1920年 - スタリル・C・オースティン（Staryl C. Austin）、空軍軍人（+ 2015年）
- 1921年 - アーシュラ・フランクリン、金属学者、物理学者、平和運動家、女性運動家（+ 2016年）
- 1922年 - 山本健一、技術者、元マツダ社長（+ 2017年[17]）
- 1922年 - ガイ・ハミルトン、映画監督（+ 2016年）
- 1922年 - ジャニス・ペイジ（Janis Paige）、女優（+ 2024年）
- 1922年 - Marcel Mouloudji、歌手（+ 1994年）
- 1923年 - 江見俊太郎、俳優（+ 2003年）
- 1923年 - リー・クアンユー（李光耀）、政治家、シンガポール初代首相（+ 2015年）
- 1924年 - 柳谷謙介、外交官（+ 2017年）
- 1924年 - ラウール・クタール、撮影監督、映画監督（+ 2016年）
- 1924年 - ローレン・バコール、女優（+ 2014年）
- 1925年 - B.B.キング、ブルースギタリスト（+ 2015年[18]）
- 1925年 - チャールズ・ホーヒー、政治家、アイルランド首相（+ 2006年）
- 1926年 - ロジャー・マッキー（Roger McKee）、プロ野球選手（+ 2014年）
- 1926年 - タカオ・タナベ（Takao_Tanabe）、芸術家
- 1927年 - 緒方貞子、元国連難民高等弁務官（+ 2019年[19]）
- 1927年 - 坂本義和、政治学者（+ 2014年）
- 1927年 - ピーター・フォーク、俳優（+ 2011年）
- 1927年 - 平野謙二、元プロ野球選手
- 1928年 - 古橋広之進、水泳選手（+ 2009年[20]）
- 1928年 - パトリシア・ワルド（Patricia Wald）、裁判官（+ 2019年）
- 1929年 - ジャムシード・ビン・アブドゥッラー、ザンジバルのスルタン（+ 2024年）
- 1930年 - アン・フランシス、女優（+ 2011年）
- 1932年 - ジョージ・チャキリス、俳優
- 1932年 - 井上治、元陸上競技選手
- 1933年 - スティーブ・シャーリー、実業家（+ 2025年）
- 1934年 - エルジン・ベイラー、バスケットボール選手（+ 2021年）
- 1934年 - ロニー・ドリュー（Ronnie Drew）、シンガーソングライター（+ 2008年）
- 1935年 - 中村和臣、元プロ野球選手（+ 2025年）
- 1935年 - 南部利昭、南部家当主、靖国神社宮司（+ 2009年）
- 1935年 - カール・アンドレ、彫刻家、詩人（+ 2024年)
- 1935年 - エスター・ヴィラール（Esther Vilar）、作家
- 1937年 - Aleksandr Medved、レスリング選手（+ 2024年)
- 1939年 - ブレイテン・ブレイテンバッハ（Breyten Breytenbach）、画家、反アパルトヘイト運動家
- 1939年 - 典厩五郎、小説家
- 1939年 - ビル・マギー（Bill McGill）、バスケットボール選手（+ 2014年）
- 1940年 - 三上真一郎、俳優（+ 2018年[21]）
- 1940年 - 八木孝、元プロ野球選手
- 1941年 - 渡辺秀武、元プロ野球選手（+ 2007年）
- 1941年 - リチャード・パール、元政治家
- 1942年 - 古川紘一、実業家
- 1942年 - スーザン・L・グラハム（Susan L. Graham）、コンピューター科学者
- 1943年 - オスカー・ラフォンテーヌ、ドイツ社会民主党党首、ザールラント州首相
- 1943年 - 須田正己、アニメーター、キャラクターデザイナー（+ 2021年）
- 1943年 - 野田圭一、声優
- 1944年 - アルト・シェンク、元スケート選手
- 1945年 - 江田昌司、元プロ野球選手
- 1946年 - 井上節子、元バレーボール選手
- 1947年 - アレクサンドル・ルツコイ、軍人、政治家、ロシア連邦副大統領
- 1948年 - ロン・ブレア（Ron Blair）、ミュージシャン
- 1948年 - ロージー・カザルス、テニス選手
- 1948年 - ケニー・ジョーンズ、ミュージシャン
- 1948年 - スーザン・ラッタン（Susan Ruttan）、女優
- 1948年 - 増位山太志郎、元大相撲大関、歌手（+ 2025年[22]）
- 1948年 - ジュリア・ドナルドソン（Julia Donaldson）、作家
- 1949年 - 三野孝一、東京恩寵教会3代目牧師
- 1949年 - エド・ベグリー・ジュニア、俳優、声優
- 1950年 - 寺田寿、プロゴルファー
- 1950年 - デイヴィッド・ベラミー（The Bellamy Brothers）、シンガーソングライター
- 1950年 - ヘンリー・ルイス・ゲイツ・ジュニア、歴史家
- 1952年 - ミッキー・ローク、俳優、プロボクサー
- 1953年 - マヌエル・ペレグリーニ、元サッカー選手、指導者
- 1953年 - 志賀俊之、実業家、
- 1954年 - 安藤正容、ギタリスト（T-SQUARE）
- 1954年 - 三井雅晴、元プロ野球選手
- 1954年 - アシュリタ・ファーマン、実業家
- 1954年 - アール・クルー、音楽家
- 1955年 - 西村穣、政治家
- 1956年 - ハル薗田、プロレスラー、（+ 1987年）
- 1956年 - デビッド・カッパーフィールド、マジシャン
- 1957年 - 東国原英夫、タレント、元政治家
- 1957年 - 米田彰、映画監督、脚本家
- 1957年 - 秋月りす、漫画家
- 1958年 - 寺島尚正、アナウンサー
- 1958年 - 豊田硬、官僚、第32代防衛事務次官
- 1958年 - オーレル・ハーシュハイザー、元プロ野球選手
- 1959年 - 高橋千鶴子、政治家
- 1959年 - 帯ひろ志、漫画家（+ 2014年）
- 1959年 - ティム・レインズ、元プロ野球選手
- 1960年 - メル・ホール、元プロ野球選手
- 1960年 - 園部啓一、声優
- 1960年 - ダン・ジェニングス、元野球選手、監督
- 1963年 - リチャード・マークス、シンガーソングライター
- 1964年 - 松井成行、漫才師（シンデレラエキスプレス）
- 1965年 - 山野海、女優、劇作家、脚本家
- 1965年 - 香坂千晶、女優、元宝塚歌劇団花組娘役
- 1965年 - カール＝ハインツ・リードレ、元サッカー選手
- 1966年 - ケビン・ヤング、元陸上選手
- 1967年 - 奥浩哉、漫画家
- 1968年 - 内野聖陽、俳優
- 1968年 - マーク・エーカー、元プロ野球選手
- 1968年 - ラファエル・アルコルタ、サッカー選手
- 1969年 - マーク・アンソニー、歌手
- 1970年 - 永山邦夫、元サッカー選手、指導者
- 1971年 - 大野和哉、元プロ野球選手
- 1972年 - 宮川大輔、お笑い芸人（元チュパチャップス）
- 1973年 - 森田崇、漫画家
- 1973年 - 沢村通、元野球選手
- 1973年 - アレクサンドル・ヴィノクロフ、自転車競技選手
- 1974年 - 吉高寿男、脚本家
- 1975年 - 森下純菜、アイドル歌手、タレント
- 1976年 - 川井貴志、元プロ野球選手
- 1977年 - 山瀬理恵子、料理研究家
- 1978年 - 坂東亀蔵、歌舞伎役者
- 1978年 - 河野加奈子、ソフトテニス選手
- 1979年 - 奥村愛、ヴァイオリニスト
- 1979年 - 坪井慶介、プロサッカー選手
- 1979年 - 中谷雄太、騎手
- 1979年 - フロー・ライダー、ラッパー
- 1979年 - スエ、女優
- 1980年 - 徳井健太[23]、お笑い芸人（平成ノブシコブシ）
- 1980年 - 溝呂木賢、俳優
- 1981年 - 辻秀輝、漫画家
- 1981年 - アレクシス・ブレデル、女優、モデル
- 1982年 - 斧口智彦、俳優
- 1982年 - リーヌス・ゲルデマン、自転車競技選手
- 1982年 - リディア・マノン、フィギュアスケート選手
- 1982年 - クリス・カーター、元プロ野球選手
- 1982年 - 秋葉知一、野球選手
- 1983年 - カースティ・コベントリー、水泳選手
- 1983年 - 坊、ギタリスト（元アンティック-珈琲店-）
- 1983年 - 高木啓充、元プロ野球選手
- 1983年 - 中村知子、声優
- 1983年 - 深沢和帆、元プロ野球選手
- 1984年 - ケイティ・メルア、シンガーソングライター
- 1984年 - 中野涼子、元アナウンサー
- 1985年 - マデリーン・ジーマ、女優
- 1985年 - ダイアナ湯川、ヴァイオリニスト
- 1985年 - 朴葵姫、韓国・仁川広域市生まれのクラシックギター奏者
- 1985年 - マット・ハリソン、プロ野球選手
- 1987年 - らっぷびと、ラッパー
- 1987年 - 落合陽一、メディアアーティスト
- 1988年 - 多岐川華子、タレント
- 1988年 - キム・ルシーヌ、フィギュアスケート選手
- 1988年 - 竹内まなぶ、お笑い芸人（カミナリ）
- 1989年 - 坂東巳之助 (2代目)、歌舞伎役者
- 1989年 - ヨアンナ・スレイ、フィギュアスケート選手
- 1989年 - ロビー・グロスマン、プロ野球選手
- 1989年 - 青木拓矢、サッカー選手
- 1989年 - 折坂悠太、シンガーソングライター
- 1990年 - 塚本翔人、俳優
- 1990年 - 館野奈穂、元グラビアアイドル
- 1990年 - アンドリュー・ウエルタス、フィギュアスケート選手
- 1991年 - 瀬口かな、元アイドル（元風男塾・瀬斗光黄）
- 1992年 - 中村匠吾、陸上競技選手
- 1992年 - ニック・ジョナス、ミュージシャン
- 1993年 - 沢井美空、シンガーソングライター
- 1993年 - 黒魔、ミュージシャン
- 1993年 - 前貴之、サッカー選手
- 1993年 - イワン・ブキン、フィギュアスケート選手
- 1994年 - 玉置桃、柔道家
- 1995年 - Mishu、ミュージシャン（LUV K RAFT）
- 1995年 - 川上礼奈、タレント（元NMB48）
- 1995年 - 海月咲希、アイドル（元仮面女子）
- 1996年 - 横浜流星、俳優
- 1996年 - 福永裕基、プロ野球選手
- 1996年 - 宮國央芽、ハンドボール選手
- 1996年 - 堀内汰門、元プロ野球選手
- 1996年 - 日菜々はのん、AV女優
- 1996年 - 田中瞳、アナウンサー
- 1998年 - 富園力也、俳優、声優
- 1999年 - 内田伽羅、女優
- 1999年 - 大泉周也、プロ野球選手
- 2002年 - 長谷川美月、ファッションモデル
- 2004年 - 三好佑季、女優（Shibu3 project、元magical2）
- 2004年 - 今尾侑夕、歌手
- 2005年 - 伊東蒼、女優
- 2007年 - 中川智尋、アイドル（櫻坂46）
- 生年不詳 - 宇佐美由美子、演歌歌手
- 生年不詳 - こーすけ、ゲーム実況者
- 生年不詳 - 井上遥乃、声優
- 生年不詳 - かとう有花、声優
- 生年不詳 - 高橋沙耶香、声優
- 生年不詳 - 藤村ひろ、声優

### 人物以外（動物など）
- 1995年 - タンタン、ジャイアントパンダ（+ 2024年）

## 忌日

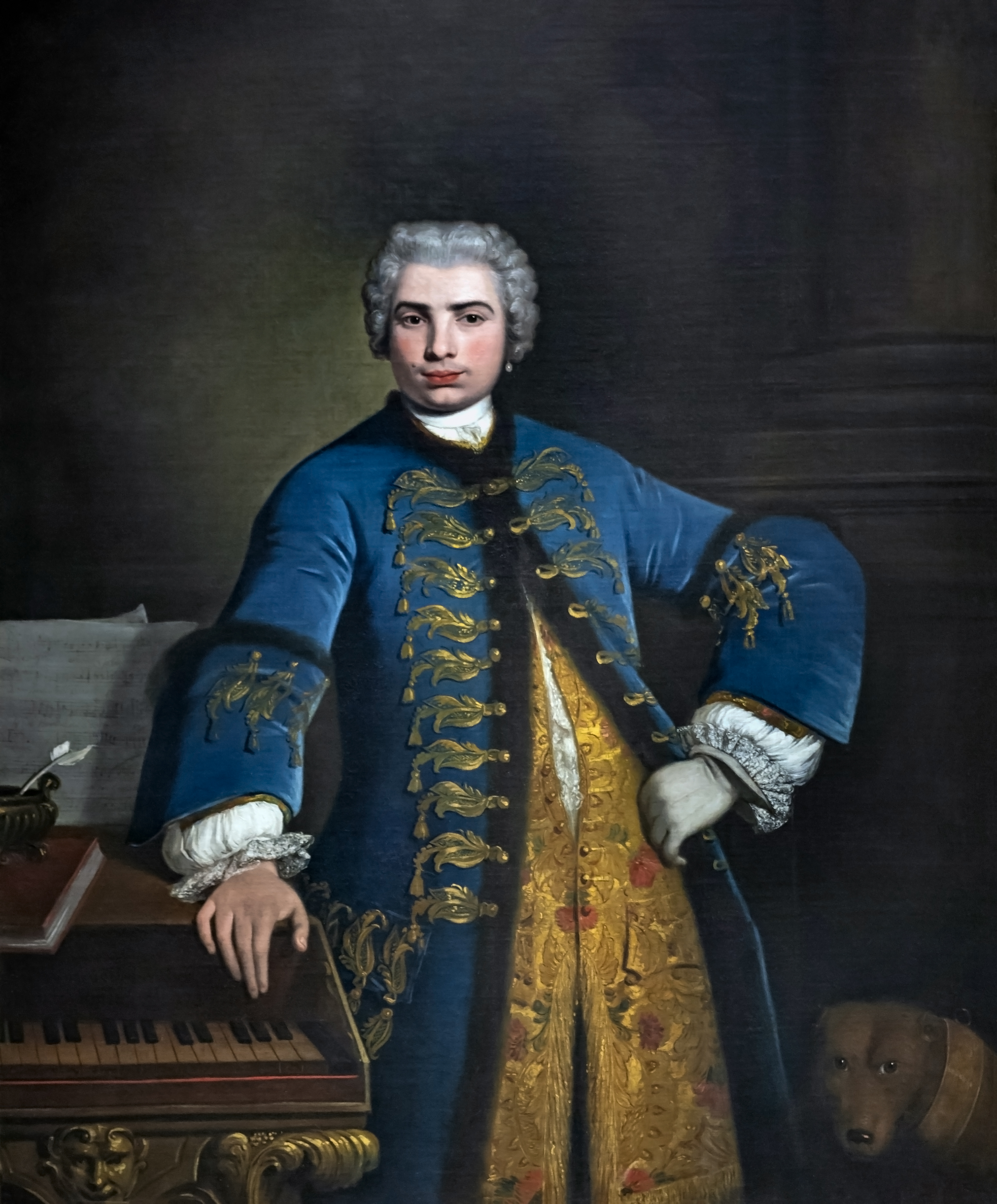
ファリネッリ(1703-1765)没。

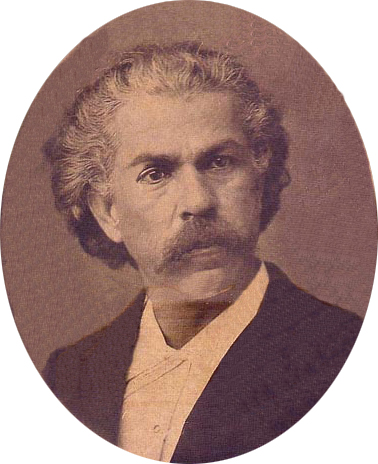
アントーニョ・カルロス・ゴメス(1836-1896)没。

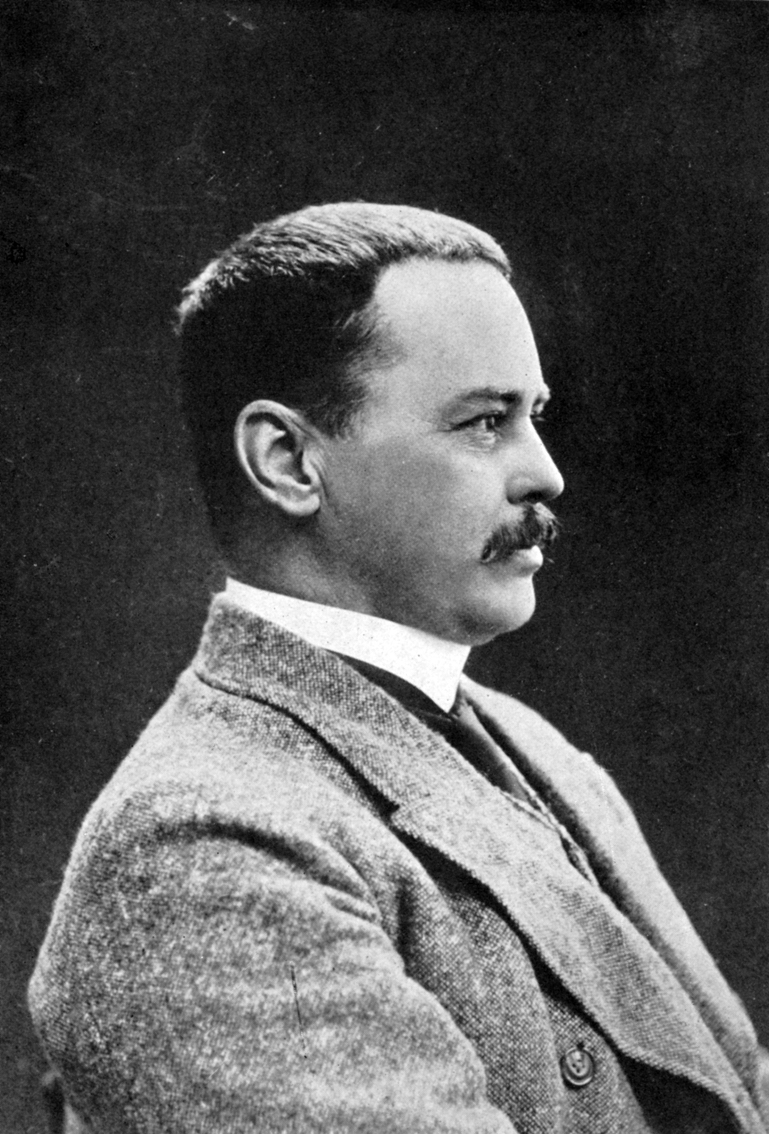
ロナルド・ロス(1857-1932)没。

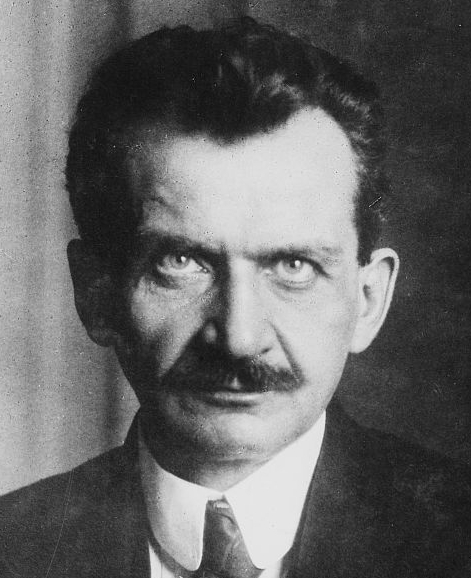
オットー・ヴェルス(1873-1939)没。

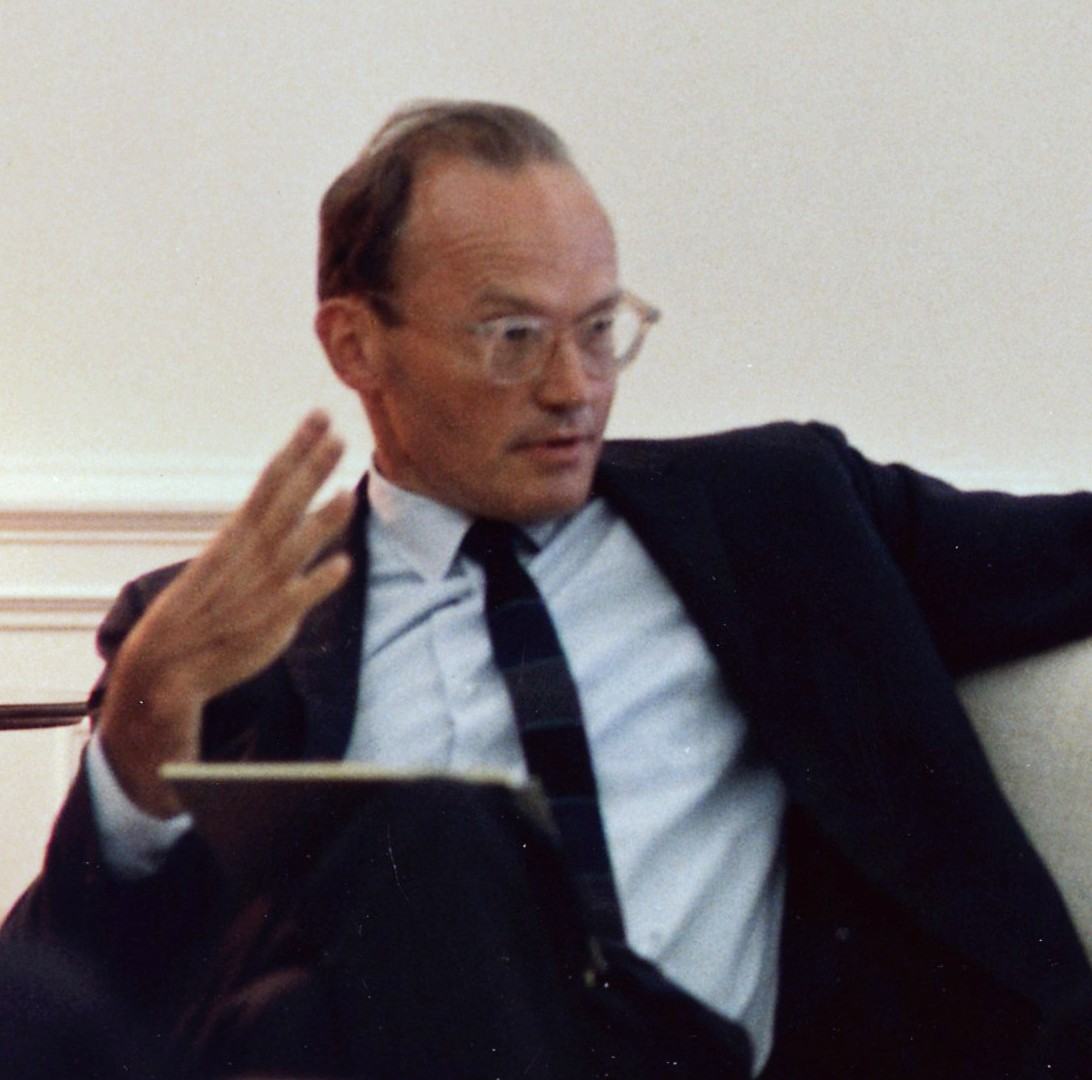
マクジョージ・バンディ(1919-1996)没。

- 307年 - フラウィウス・ウァレリウス・セウェルス、ローマ帝国の西の皇帝（* 生年不詳）
- 1087年 - ウィクトル3世、第158代ローマ教皇（* 1026年）
- 1205年（元久2年8月2日）- 平賀朝雅、鎌倉時代の武将（* 1182年）
- 1343年 - フェリペ3世、ナバラ王（* 1301年）
- 1380年 - シャルル5世、フランス王（* 1338年）
- 1394年 - クレメンス7世、アヴィニョン対立教皇（* 1342年）
- 1469年（文明元年8月11日）- 季瓊真蘂、臨済宗の僧（* 1401年）
- 1573年（天正元年8月20日） - 朝倉義景、戦国時代の大名（* 1533年）
- 1672年 - アン・ブラッドストリート、詩人（* 1612年頃）
- 1681年 - ジャハナラ・ベーガム (Jahanara Begum Sahib)、ムガル帝国皇女（* 1614年）
- 1701年 - ジェームズ2世、イングランド王（* 1633年）
- 1736年 - ガブリエル・ファーレンハイト、物理学者（* 1686年）
- 1744年（延享元年8月10日）- 黒田宣政、第5代福岡藩主（* 1685年）
- 1753年 - ゲオルグ・ヴェンツェスラウス・フォン・クノーベルスドルフ (Georg Wenzeslaus von Knobelsdorff)、建築家（* 1699年）
- 1758年 - シルヴィア・バレッティ（イタリア語版）、女優（* 1701年）
- 1759年 - ニコラ・アントワーヌ・ブーランジェ（英語版）、哲学者（* 1722年）
- 1760年 - ルイ＝シャルル・フジュレ・ド・モンブロン（英語版）、文学者（* 1706年）
- 1762年 - フランチェスコ・ジェミニアーニ、作曲家（* 1687年）
- 1782年 - ファリネッリ、ソプラノカストラート歌手（* 1705年）
- 1803年 - ニコラ・ボーダン、探検家（* 1754年）
- 1824年 - ジャコモ・トリット（英語版）、作曲家（* 1733年）
- 1824年 - ルイ18世、フランス王（* 1755年）
- 1837年 - フィリッポ・ブオナローティ、革命家（* 1761年）
- 1855年 - ベネデット・ピストルッチ（英語版）、宝石彫刻家、メダル製作者、コイン彫刻家（* 1783年）
- 1864年 - ジョン・ハニング・スピーク、探検家（* 1827年）
- 1869年 - トーマス・グレアム、化学者（* 1805年）
- 1896年 - アントーニョ・カルロス・ゴメス、作曲家（* 1836年）
- 1909年 - 箕作佳吉、動物学者（* 1857年）
- 1911年 - エドワード・ウィンパー、登山家、挿絵木版画家（* 1840年）
- 1911年 - 菱田春草、日本画家（* 1874年）
- 1923年 - 大杉栄、アナキスト（* 1885年）
- 1923年 - 伊藤野枝、婦人解放運動家、アナキスト、作家、フェミニスト（* 1895年）
- 1925年 - レオ・ファル、作曲家（* 1873年）
- 1925年 - アレクサンドル・フリードマン、物理学者、数学者（* 1888年）
- 1931年 - 鳳秀太郎、電気工学者（* 1872年）
- 1932年 - ロナルド・ロス、内科医、医学者（* 1857年）
- 1933年 - ジョージ・ゴア、プロ野球選手（* 1857年）
- 1936年 - ジャン＝バティスト・シャルコー（フランス語版）、医師、探検家、フランス海軍軍人（* 1867年）
- 1939年 - オットー・ヴェルス、政治家、ドイツ社会民主党党首（* 1873年）
- 1944年 - グスタフ・バウアー、ドイツ国首相（* 1870年）
- 1945年 - 日恭、大石寺第62世法主（* 1869年）
- 1946年 - ジェームズ・ジーンズ、物理学者、天文学者、数学者（* 1877年）
- 1957年 - 斉白石、画家、篆刻家（* 1864年）
- 1960年 - フレデリック・チャールズ・リンカーン（英語版）、鳥類学者（* 1892年）
- 1961年 - 小菅丹治 (2代目)[24]、実業家、元伊勢丹社長 （* 1882年）
- 1965年 - 安益泰、作曲家（* 1906年）
- 1965年 - 村上一治、プロ野球選手（* 1917年）
- 1970年 - 笠松実、元プロ野球選手（* 1916年）
- 1971年 - 三上章、言語学者（* 1903年）
- 1973年 - ビクトル・ハラ、フォルクローレのシンガーソングライター（* 1932年）
- 1975年 - 日比野武、元プロ野球選手（* 1920年）
- 1977年 - マリア・カラス、ソプラノ歌手（* 1923年）
- 1977年 - マーク・ボラン、ミュージシャン（T.Rex）（* 1947年）
- 1979年 - ジオ・ポンティ、建築家（* 1891年）
- 1980年 - ジャン・ピアジェ、心理学者（* 1896年）
- 1981年 - 村田三郎、政治家、元新潟県新潟市長（* 1892年）
- 1981年 - 岩崎昶、映画評論家（* 1903年）
- 1981年 - 石破二朗、官僚、政治家、第28代自治大臣、第38代国家公安委員会委員長（* 1908年）
- 1983年 - フェイ・クロッカー、プロゴルファー（* 1914年）
- 1984年 - ルイ・レアール、ファッションデザイナー、ビキニ発表者（* 1897年）
- 1984年 - ボリス・ペトロヴィッチ・トーキン（英語版）、生物学者（* 1900年）
- 1987年 - 赤路友蔵、農民運動家、実業家、政治家（* 1904年）
- 1989年 - 篠遠喜人、遺伝学者、科学史家、東京大学名誉教授、元国際基督教大学学長（* 1895年）
- 1992年 - ラルビ・ベンバレク、サッカー選手（* 1914年）
- 1993年 - 丸山圭三郎、フランス語学者、哲学者（* 1933年）
- 1996年 - マクジョージ・バンディ、アメリカの国家安全保障問題担当大統領補佐官（* 1919年）
- 1997年 - 牛島憲之、洋画家（* 1900年）
- 1997年 - 坪内道典、元プロ野球選手（* 1914年）
- 1999年 - 市川右太衛門、俳優（* 1907年）
- 1999年 - 山本兵吾、元プロ野球選手（* 1938年）
- 2000年 - 田部輝男、元プロ野球選手（* 1916年）
- 2001年 - 高橋喜一郎、政治家、元山形県新庄市長（* 1909年）
- 2001年 - 米森麻美、アナウンサー（* 1967年）
- 2003年 - シェルビー・ウーリー（英語版）、歌手、作詞家、俳優（* 1921年）
- 2005年 - ゴードン・グールド、物理学者（* 1920年）
- 2006年 - ジュジャ・ケルメツィ、テニス選手（* 1924年）
- 2006年 - 上之郷利昭、ノンフィクション作家、評論家（* 1936年）
- 2007年 - 渡辺紘三、政治家（* 1942年）
- 2007年 - ロバート・ジョーダン、ファンタジー作家（* 1948年）
- 2008年 - アンドレイ・ヴォルコンスキー、作曲家（* 1933年）
- 2008年 - 北角富士雄、元プロ野球選手（* 1947年）
- 2009年 - マリー・トラヴァース、フォーク歌手（* 1937年）
- 2010年 - 小林桂樹、俳優（* 1923年）
- 2012年 - 樋口廣太郎、アサヒビール会長（* 1926年）
- 2012年 - 三船正俊、元プロ野球選手（* 1931年）
- 2013年 - 岩河三郎、作曲家（* 1923年）
- 2013年 - 在原兵次、元プロ野球選手（* 1936年）
- 2014年 - 若秩父高明、元大相撲力士、年寄14代常盤山（* 1939年）
- 2019年 - 逆鉾昭廣[25]、元大相撲力士、年寄15代井筒（* 1961年）
- 2021年 - ジェーン・パウエル、女優、歌手、ダンサー（* 1929年）
- 2021年 - 泉田昭、福音派牧師（* 1931年）
- 2021年 - クライブ・シンクレア、起業家、発明家（* 1940年）
- 2021年 - カジミール・オイエ・ムバ、政治家、第3代ガボン共和国首相（* 1942年）
- 2021年 - ジョージ・ムラーツ、ジャズ・ベーシスト（* 1944年）
- 2021年 - ジョン・ラギー、国際政治学者（* 1944年）
- 2022年 - 彩木雅夫、作曲家（* 1933年）
- 2022年 - 田中琢、考古学者（* 1933年）
- 2022年 - 梶田冬磨、俳優（* 2000年）
- 2023年 - 平山城児、日本文学研究者（* 1931年）
- 2023年 - ジョン・マーシャル、ドラマー（* 1941年）
- 2023年 - 所ゆきよし、漫画家（* 1947年）
- 2024年 - 細江英公、写真家（* 1933年）

## 記念日・年中行事
- オゾン層保護のための国際デー
1986年にモントリオール議定書が採択されたことにちなみ、1994年の国連総会にて国際デーとして制定された。
- 独立記念日（ メキシコ）
1810年のこの日、メキシコ中部・ドロレス教区のミゲル・イダルゴ神父が、後にドロレスの叫びと呼ばれるメキシコのスペインからの独立を訴える演説を行い、メキシコ独立革命が始まった。
- 独立記念日（ パプアニューギニア）
1975年のこの日、パプアニューギニアがオーストラリアの信託統治から独立した。
- マレーシア・デイ（ マレーシア）
1963年のこの日、マラヤ連邦とイギリス保護国北ボルネオ・イギリス領サラワク、シンガポールが合併してマレーシアが成立した。なお、シンガポールは2年後の1965年にマレーシアから離脱・独立した。
- 敬老の日（ 日本、2013年・2019年・2024年）※9月第3月曜日
- ハイビジョンの日（ 日本）
ハイビジョンの画面の縦横比が 9:16 （16:9）であることから通商産業省（現経済産業省）が制定。他に郵政省（現総務省）とNHKが、ハイビジョンの走査線数1125本から11月25日を同名の記念日としている[26]。
- 競馬の日・日本中央競馬会発足記念日（ 日本）
1954年のこの日、日本中央競馬会 (JRA) が農林省（現在の農林水産省）の監督の下で発足した[27]。中央競馬ではこの設立記念日にほど近い敬老の日3連休の3日間開催を「JRAアニバーサリーウィーク」と称して過去の活躍馬の名を冠したレースの編成など様々なイベントを行っている。
- 牛とろの日（ 日本）
「牛(9)とろ(16)」の語呂合わせ。北海道上川郡清水町の食肉加工・販売会社である十勝スロウフードが、日本記念日協会に2018年4月申請し認定登録を受けた。十勝地方では同社の「牛とろフレーク」を乗せた牛とろ丼が知られている[28]。